# درک سیانفرنس
درِک ام. سیانفرَنس (به انگلیسی: Derek M. Cianfrance) (متولد ژانویه ۱۹۷۴) یک کارگردان، فیلم‌بردار، فیلم‌نامه‌نویس و سردبیر است.

## فیلم‌شناسی

### نویسنده/کارگردان
- ولنتاین غمگین (۲۰۱۰)
- مکانی آن سوی کاج‌ها (۲۰۱۳)
- نور میان اقیانوس‌ها (۲۰۱۶)
- صدای متال (۲۰۱۹)
- من می‌دانم آن مقدارش حقیقت دارد (۲۰۲۰)
- مرد پشت‌بامی (۲۰۲۵)